# قائمة مناطق الجذب السياحي في مومباي
مومباي، عاصمة الهند بلد التناقضات والحضارات القديمة ومبتغى سفن واكتشافات القرون الوسطى، قرون من التاريخ الطويل، تتوفر على العديد من المواقع ذات أهمية تاريخية وثقافية وسياحية مهمة نذكر منها:
- الجمعية الآسيوية في مومباي
- باسين (VASAI) فورت
- ملعب برابورن
- باندرا
- بومباي متحف التاريخ الطبيعي
- بورصة بومباي
- المحكمة العليا
- باندرا فورت
- محطة قطار جاتراباتى شيواجى
- كاتدرائية الاسم المقدس (مومباي)
- تشوباتي بيتش
- كروفورد ماركت
- مكتبة ديفيد ساسون
- كهوف الفانتا
- جزيرة الفانتا
- إيسل العالم
- شارع الأزياء
- مدينة السينما
- معبد النار
- بوابة الهند
- العالمية فيباسانا معبد
- مسجد حاجي علي
- حدائق معلقة
- هورنيمان دائرة حدائق
- حكومة الهند النعناع
- برج الهند
- جهانجير معرض الفنون
- شاطئ جوهو
- كمالا نهرو بارك
- كانهيري كهوف
- مالاد
- متحف غاندي
- مومبا ديفي معبد
- ماهالاكسمي معبد
- ماهالاكسمي مضمار
- كنيسة جبل مريم باندرا
- المجلس التشريعي ولاية ماهاراشترا
- مركز العلوم نهرو
- القبة السماوية نهرو
- بحيرة بواي
- مسرح بريثفي
- القصر الملكي ناطحة سحاب
- راجاباي برج الساعة
- ملكي سينما
- بنك الاحتياطي في الهند
- سانجاي غاندي الحديقة الوطنية (Borivali الحديقة الوطنية)
- جزيرة سالسيت
- شيفاجي بارك
- تولسي البحيرة
- جامعة مومباي